# Slovenská Ves
Slovenská Ves (in ungherese Szepestótfalu, in tedesco Windschendorf) è un comune della Slovacchia facente parte del distretto di Kežmarok, nella regione di Prešov.